# Elbvororte

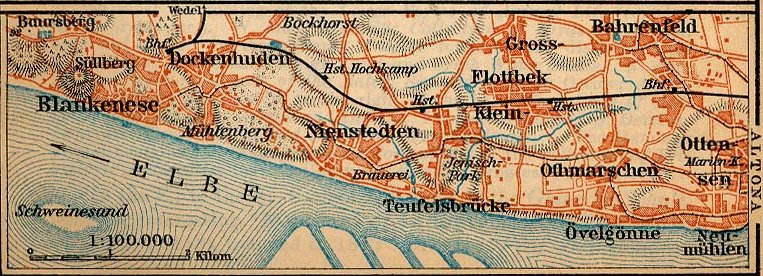
Karte von 1910

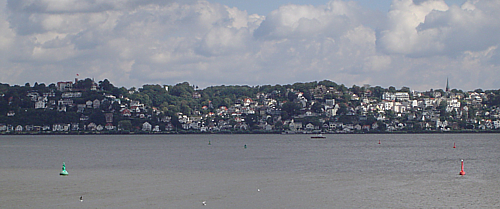
Elbvororte, geprägt durch das Elbnordufer

Als Elbvororte (oder Elbgemeinden) werden zusammenfassend mehrere Stadtteile Hamburgs im Bezirk Altona bezeichnet.

## Gliederung
Im Einzelnen zählen zu den Elbvororten (von Westen nach Osten)
- Rissen[1]
- Blankenese[2]
- Iserbrook[3]
- Nienstedten[4]
- Othmarschen[5][6]

Die genannten Stadtteile teilen
- die räumliche Nähe zur Elbe
- die verwaltungsrechtliche Bezirkszugehörigkeit
- die Eigenschaft als Vorort der Großstadt Hamburg
- die gerade zur Elbe hin ähnliche Bebauungsstruktur (vor allem Villen und Einzelhäuser wie etwa an der Elbchaussee)

## Begriff und Geschichte

### Elbvorort

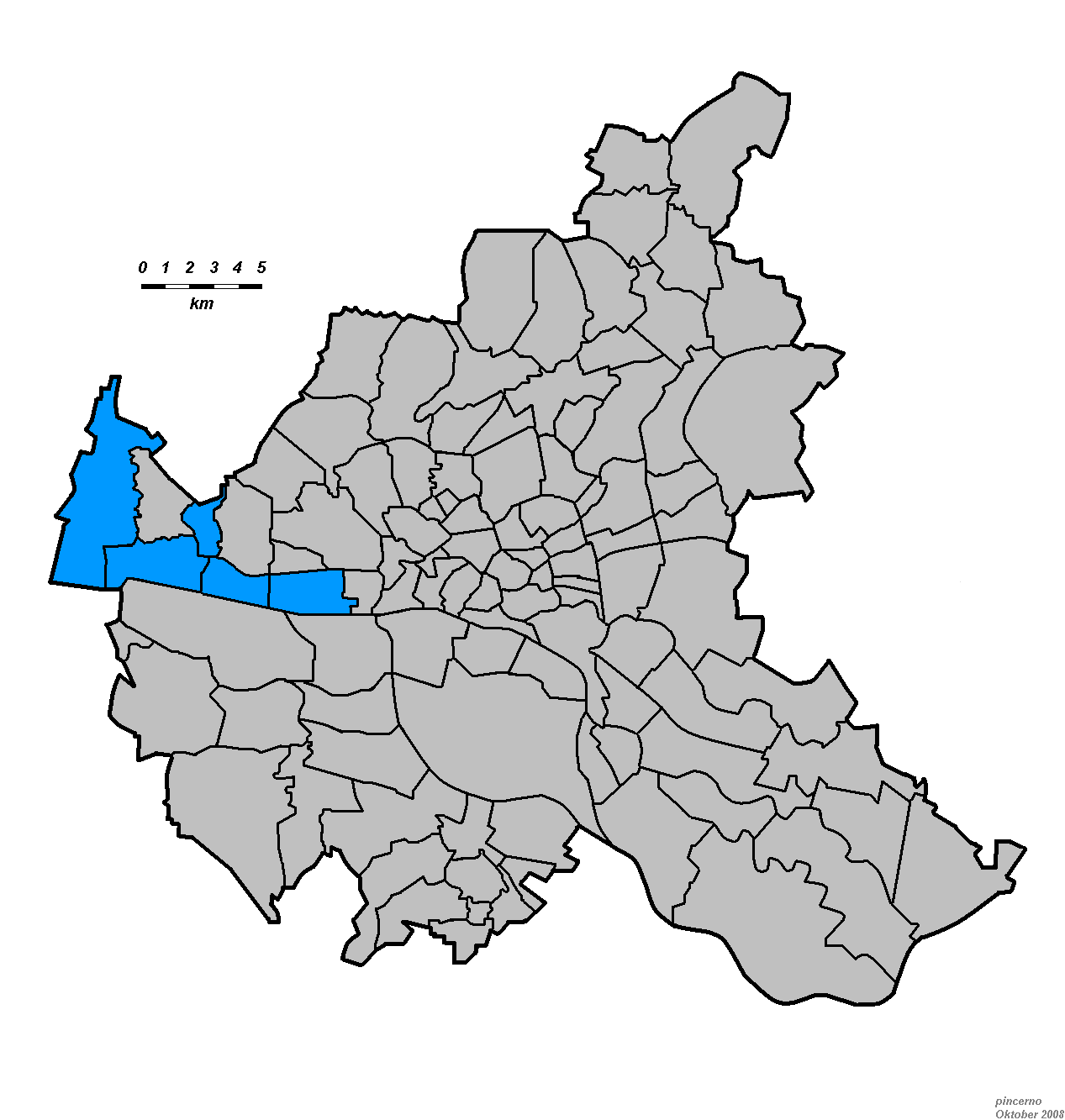
Lage der Elbvororte

Eine offizielle Definition oder Festlegung des Begriffs Elbvorort besteht – im Gegensatz etwa zum Begriff Walddörfer – nicht. Vielmehr hat sich die Bezeichnung im allgemeinen Sprachgebrauch etabliert. Geographisch sind diejenigen Ortschaften gemeint, die westlich vor den Toren der Stadt Hamburg Zugang zur Elbe haben.
Historisch gehörten die Elbvororte zunächst zum Kreis Pinneberg/Land Holstein, ab 1927 im Rahmen des Groß-Altona-Gesetzes zur Stadt Altona (wobei Othmarschen bereits 1890 an Altona fiel) und schließlich aufgrund des 1937 beschlossenen Groß-Hamburg-Gesetzes ab 1938 zu Hamburg.
Allen Elbvororten ist gemein, dass sie unmittelbar am Ufer der Elbe liegen bzw. aufgrund von Gebietsveränderungen oder -umbenennungen lagen. Das ist für die Stadtteile Othmarschen, Nienstedten, Blankenese und Rissen offensichtlich. Es gilt jedoch insbesondere auch für den Stadtteil Iserbrook, der erst seit 1951 existiert und dessen Gebiet zuvor zum Territorium des Elbvorortes Blankenese bzw. Dockenhuden gehörte. Ebenso gehörte der Altonaer Stadtteil Klein Flottbek zu den Elbvororten. Er ist jedoch den Gebietsveränderungen von 1937/1938 anheimgefallen und im Wesentlichen den Stadtteilen Othmarschen und Nienstedten zugeschlagen worden. Das Villenviertel Hochkamp ist ebenfalls Teil der Elbvororte. Es liegt zwar nicht unmittelbar an der Elbe, es ist territorial jedoch auch dem Elbvorort Nienstedten zuzurechnen. Ein großer Teil Hochkamps liegt im Stadtteil Osdorf, das jedoch kein Elbvorort ist. Auch Sülldorf und Groß Flottbek sind keine Elbvororte. Anders als die Namen es vermuten lassen, waren Groß Flottbek und Klein Flottbek nie eine Einheit, sondern vielmehr mindestens seit 1305 zwei unterschiedliche, voneinander unabhängige Gebiete und Dörfer. Landläufig werden aufgrund der örtlichen Nähe und der teils ähnlichen Baustruktur jedoch auch Sülldorf und Groß Flottbek gelegentlich als Elbvorort bezeichnet. Eine klare Abgrenzung erfolgt insofern mitunter nicht.

### Vorort
Der landläufige Begriff Vorort ist wortwörtlich als Ort vor der Stadt Hamburg zu verstehen. Die rechtliche Bezeichnung Vorort hingegen basierte auf der 1871 in Kraft getretenen Landgemeindeordnung und betraf die rund um den Hamburger Stadtkern gelegenen und zur Stadt Hamburg gehörenden 15 Orte. Der rechtliche Begriff hatte den Zweck, die angeführten Orte aufgrund deren Verstädterung dem bisherigen Landgebiet zu entziehen und unter unmittelbare städtische Verwaltung zu stellen. Das traf für die Elbvororte jedoch nicht zu, da sie zum damaligen Zeitpunkt noch zur preußischen Provinz Schleswig-Holstein, nicht zu Hamburg gehörten.